# Davy Jones (sage)

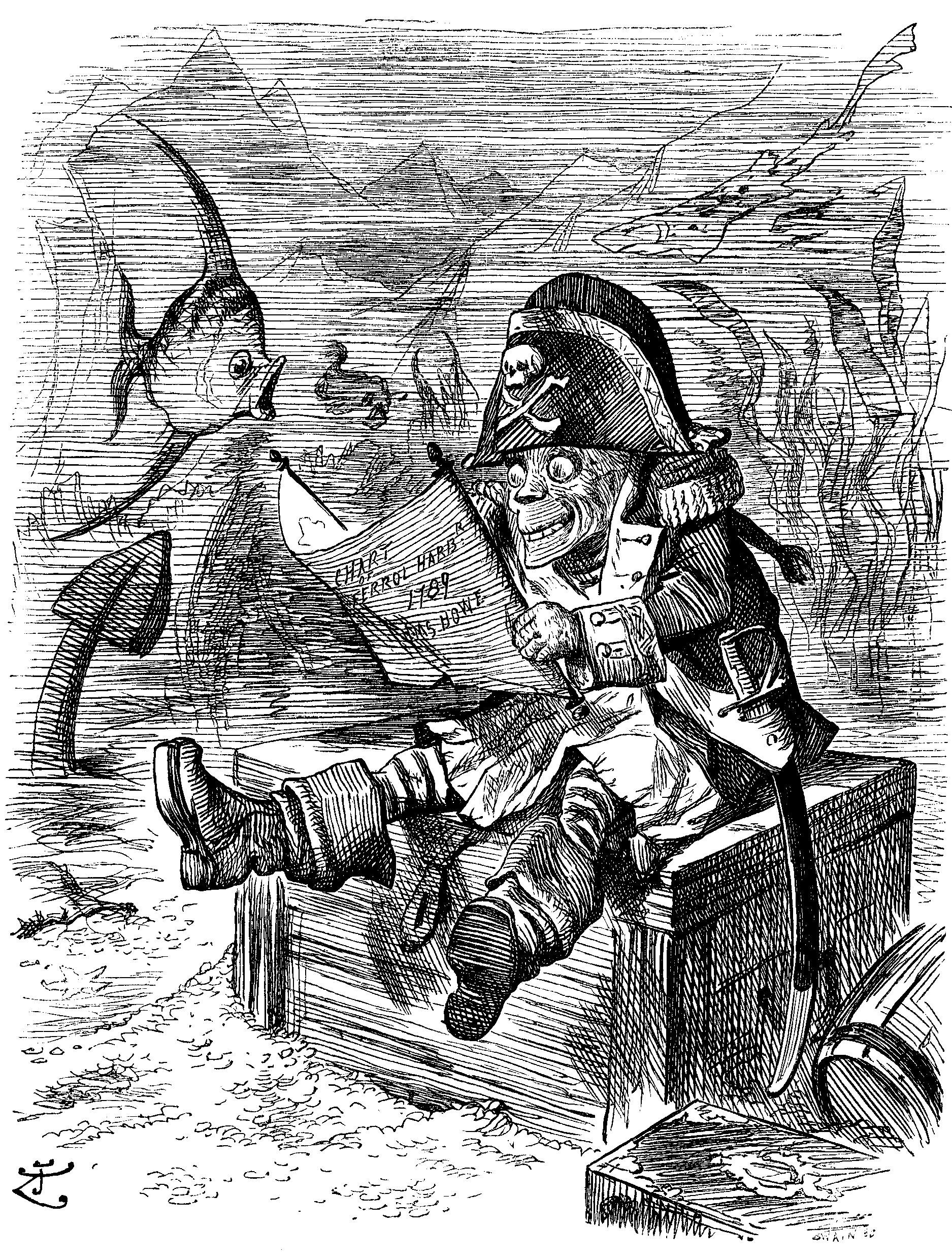
Davy Jones zit op zijn kist. Illustratie in het tijdschrift Punch, 1892

Davy Jones is een figuur uit een sage die in vroegere tijden door zeelieden aan elkaar werd doorverteld om elkaar te beangstigen. Wie of wat Davy Jones precies is, verschilt per verhaal, maar hij wordt meestal gezien als een soort duivel of god van de zee. 
Direct verbonden aan Jones is zijn “kist” of “kluis”, Davy Jones' Locker. Deze term werd door zeelieden gebruikt als idioom voor de zeebodem; een plaats waar mensen die op zee stierven terecht zouden komen, waarna Davy Jones hun ziel zou bezitten. Zeelieden waren er als de dood voor hun thuishaven nooit meer terug te zien, dus de mannen deden beter hun best om hun makkers en het schip veilig huiswaarts te brengen. 

## Geschiedenis

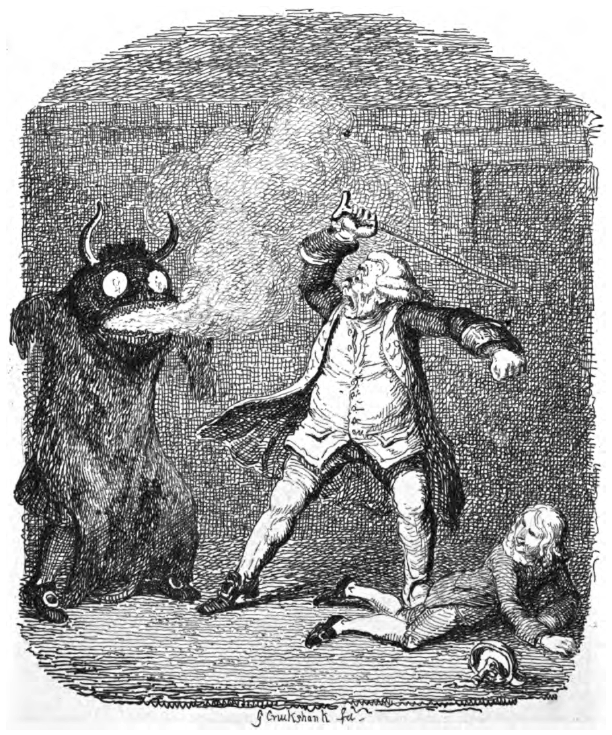
Davy Jones als monster, The adventures of Peregrine Pickle, Tobias Smollett, 1751. Illustratie door George Cruikshank in 1832.

De oudste omschrijving van Davy Jones dateert uit 1751, door de Schotse auteur Tobias Smollett. In zijn boek The Adventures of Peregrine Pickle omschrijft hij Davy Jones als het monster dat over alle kwade geesten van de zee heerst. Hij vermeldt ook dat Davy Jones in verschillende gedaantes wordt gezien. Slechts een van deze gedaantes wordt door Smollett nader omschreven; een wezen met drie rijen tanden, hoorns, een staart, en blauwe rook die uit zijn neusgaten komt.

### OperationDavy Jones' Locker

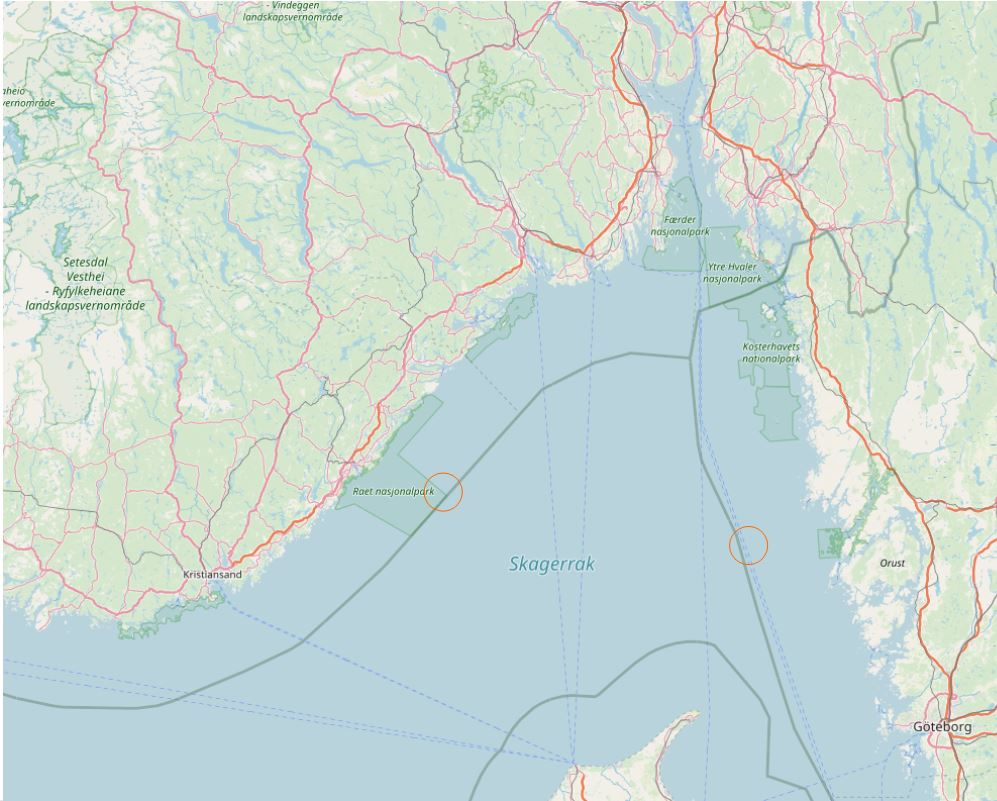
Operation Davy Jones' Locker: Locaties twee dumpingsgebieden in het Skagerrak (rode cirkeltjes)

Tussen 1946 en 1948, in de nasleep van de Tweede Wereldoorlog,  hebben de geallieerden grote hoeveelheden Duitse munitie, waaronder ook granaten met  chemische strijdmiddelen daarin, gedumpt in de Noord- en Oostzee, o.a. in het Skagerrak. Dit werd de Operation Davy Jones' Locker genoemd. Veel munitie werd in schepen gestopt, die daarna opzettelijk tot zinken zijn gebracht (Engels: scuttling) en nu met hun gevaarlijke lading op de zeebodem liggen.
Sedert omstreeks 2000 zijn de onaangename gevolgen van deze actie voor het leefmilieu te bespeuren. De granaten, waar de munitie zich in bevindt, beginnen te roesten, en laten hun gevaarlijke inhoud in het milieu vrijkomen. Uit studies  is gebleken, dat o.a. het gehalte arseen in het Skagerrak vooral hierdoor tot een onaanvaardbaar hoge waarde is toegenomen. Wat de gevolgen op lange termijn hiervan zullen zijn, en of, en zo ja, welke, saneringsmaatregelen nodig zijn, is anno 2022 nog onduidelijk. Een soortgelijk probleem op land (Dethlinger Teich) doet zich voor in Duitsland, en wel te Munster (Nedersaksen). Daar is een bodemsanering wel reeds gaande.

## Inspiratie
Het is niet bekend waar de sage van Davy Jones precies vandaan komt. 
In een van de bekendste verhalen zou Jones de uitbater van een bar geweest zijn, die bepaalde klanten dronken voerde en opsloot, om dan later het bewusteloze lichaam in het ruim van een schip in de haven van Londen op te sluiten. Na het faillissement van zijn bar, besloot hij een schip te stelen en piraat te worden. Hij struinde de Atlantische Oceaan af om schepen te kapen, en eenmaal aan boord onthoofdde of kielhaalde hij het grootste gedeelte van de bemanning en liet de resterende bemanning opsluiten om ze, nog in leven, met het schip ten onder te laten gaan. Uiteindelijk zou Davy onder mysterieuze omstandigheden zijn ziel aan de Duivel verkocht hebben. Na zijn overlijden zou zijn geest zijn opgenomen door de zee.
De film serie Pirates of the Caribbean vertelt dat Davy Jones in werkelijkheid Willem van der Decken zou zijn, de kapitein van het beruchte spookschip De Vliegende Hollander. Ook wordt gehoord dat Davy Jones een andere benaming is voor Satan.

## Davy Jones in de kunst
De sage van Davy Jones inspireerde de Franse singer-songwriter Nolwenn Leroy voor haar nummer Davy Jones, uitgebracht op haar album Ô Filles de l'eau in 2012. 